# Cochranella pulverata
Cochranella pulverata är en groddjursart som först beskrevs av Peters 1873.  Cochranella pulverata ingår i släktet Cochranella och familjen glasgrodor. Inga underarter finns listade i Catalogue of Life.